# Chagatai (taal)
Het Chagatai (جغتای - Jaĝatāy; Oeigoers: چاغاتاي Chaghatay; Oezbeeks: ﭼﯩﻐﻪتاي Chig'atoy) is een uitgestorven Turkse taal die ooit veel gesproken werd in Centraal-Azië en daar de gemeenschappelijke literaire taal bleef tot het begin van de twintigste eeuw. De taal werd ook door de leiders van het Mogolrijk gesproken.